# Spectre M4
Spectre M4 là loại súng tiểu liên được chế tạo tại nhà máy SITES tại Torino. Nó được thiết kế bởi Roberto Teppa và Claudio Gritti trong những năm 1980. Ý đã ngưng việc sản xuất loại súng này năm 1997 vì nhà máy SITES bị đóng cửa, nhưng một lượng nhỏ súng đã được chế tạo bởi Greco Sport S.A. đến năm 2001 tại Thụy Sĩ bởi đây là một công ty được thành lập bởi Claudio Gritti, người đã thiết kế Spectre. Loại súng này được sử dụng trong lực lượng quân đội của Thụy Sĩ và lực lượng đặc nhiệm của Ý cũng như được xuất khẩu đến một số nước.
Spectre là một loại vũ khí nhỏ gọn, nó được thiết kế để có thể có hỏa lực vượt trội trong phạm vi tác chiến hẹp. Bốn mẫu của loại súng này đã được chế tạo là có tay không có cầm phía trước băng đạn và có hay không có báng súng.

## Thiết kế
Spectre sử dụng cơ chế nạp đạn blowback cơ bản và hoạt động với bolt đóng, tuy nhiên nó vẫn có các tính năng độc đáo. Nòng súng hoàn toàn nằm trong thân súng bolt được thiết kế để dẫn khí vào nòng hỗ trợ cho việc làm mát. Kim điểm hỏa và viên đạn được cách nhau bởi một bộ phận ngăn. Việc này cho phép xạ thủ mang súng theo một cách an toàn khi đạn vẫn nằm trong khoang chứa đạn và có thể bắn ngay khi cần thiết. Việc này khiến hệ thống khóa an toàn trở nên không cần thiết nhưng nó vẫn có bộ phận khóa an toàn. Băng dạn của Spectre chứa được 50 viên với 4 hàng đạn nhưng nó vẫn có thể sử dụng các băng đạn bình thường khác.